# Aiko Onozawa
Aiko Onozawa (jap. 小野沢 愛子, ur. 19 sierpnia 1945 w Sagamiharze) – japońska siatkarka, medalistka igrzysk olimpijskich i mistrzostw świata.

## Życiorys
Onozawa jest absolwentką liceum handlowego Keihin w Tsurumi. Po sezonie 1967-1968	japońskiej ligi siatkówki grająca wówczas w klubie Yoshika Onozawa została wybrana najlepszą zawodniczką sezonu. W 1967 z reprezentacją Japonii zdobyła złoty medal podczas mistrzostw świata rozgrywanych w jej ojczystym kraju. W następnym roku została powołana przez trenera Shigeo Yamadę do kadry olimpijskiej na igrzyska w Meksyku. Po zwycięstwach ze Stanami Zjednoczonymi, Meksykiem, Peru, Czechosłowacją, Polską i Koreą Południową oraz porażce ze Związkiem Radzieckim Japonki wywalczyły srebrny medal. W 1970 na rozgrywanych w Bułgarii mistrzostwach świata reprezentacja Japonii zdobyła srebrny medal. W tym samym roku Japonki tryumfowały na igrzyskach azjatyckich.
W 1971 Onozawa zakończyła zawodową karierę. Cztery lata później wyszła za mąż za Amerykanina, z którym wyemigrowała do Arizony. 1978 grała w jednym z tamtejszych klubów. Następnie przez kilka lat była asystentką trenera lokalnego klubu siatkarskiego.